# Principado de Kiev
O Principado de Kiev (russo antigo: кънѧжьство Киевское, romanizado:  Kievskoe kniazhstvo; em russo:  Киевское княжество, transl. Kievskoe kniazhestvo, em ucraniano:  Kievskoe kniazhestvo, transl. Kyivske kniazivstvo) foi um principado do sul da Rússia com seu centro em Kiev que existia na era da Rússia Antiga e do Grão-Ducado da Lituânia. Na antiga era russa, o Grande Ducado de Kiev ocupou a posição mais alta no sistema de hierarquia dos ruríquidas. Após o Congresso de Liubeche de 1097, a peculiaridade do Principado de Kiev em comparação com outras Terras-Principados foi a ausência de sua própria dinastia principesca. Ramos dos Ruríquidas de outros principados consideravam reinar em Kiev como um sinal de "antiguidade", o que regularmente levava a guerras internas pelo trono de Kiev.